# Северна торбарска кртица
Северна торбарска кртица (Notoryctes caurinus) је врста сисара из породице торбарске кртице (Notoryctidae) и истоименог реда (Notoryctemorphia).

## Распрострањење
Аустралија је једино познато природно станиште врсте.

## Станиште
Северна торбарска кртица има станиште на копну.

## Начин живота
Северна торбарска кртица прави подземне пролазе. 

## Угроженост
Подаци о распрострањености ове врсте су недовољни.

### Популациони тренд
Популациони тренд је за ову врсту непознат.